# Doc (飞机)

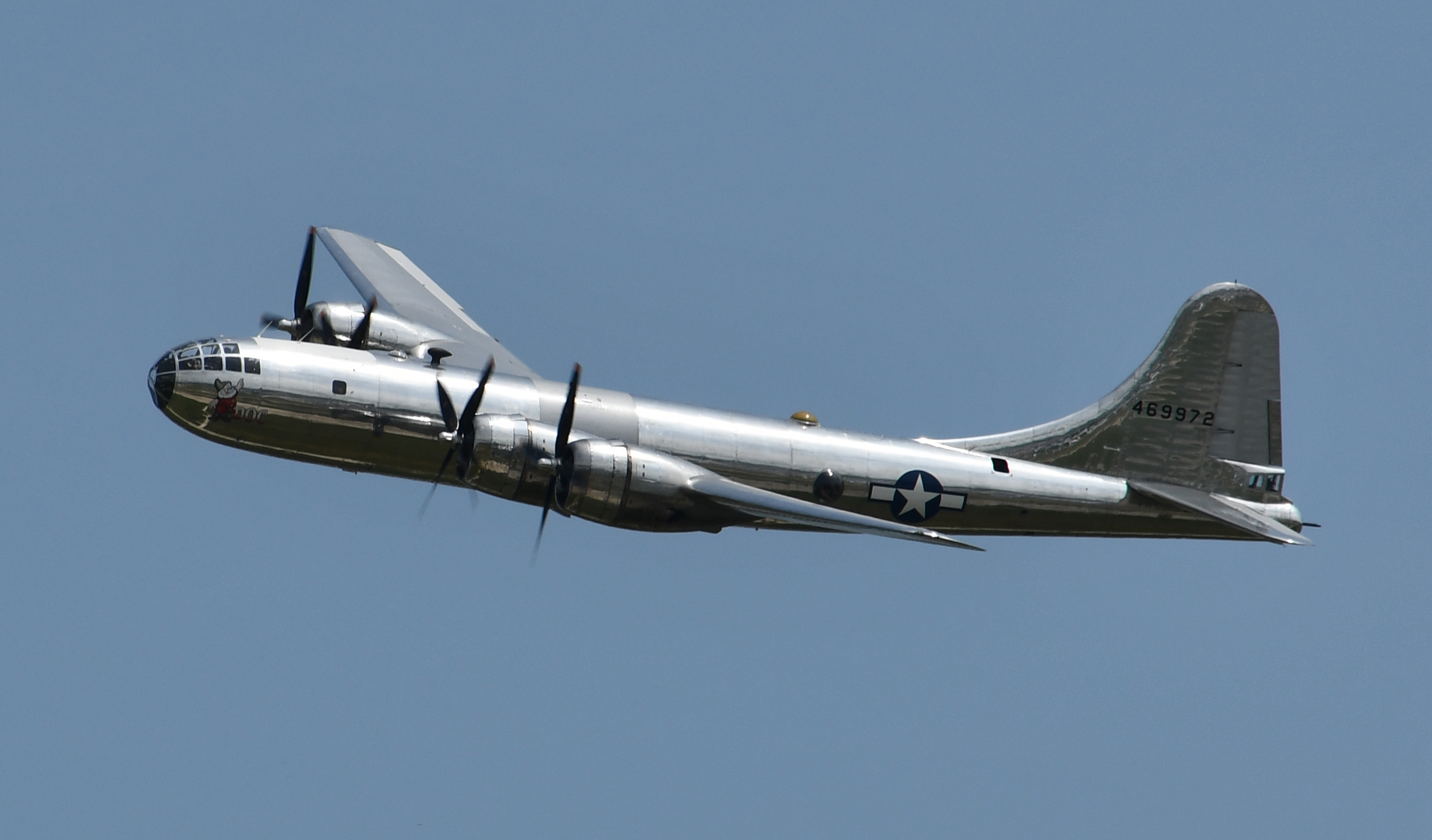
Doc

Doc是全球现存的两架处于适航状态的B-29超級堡壘轟炸機之一，另一架是FIFI。该机目前归属于总部设在堪萨斯州威威奇托的非营利组织“Doc的朋友们公司”（Doc's Friends, Inc.）。Doc還参与各种航展。
1944年，波音位於堪萨斯州威奇托 的工厂制造了一批共计1620架B-29，Doc就是其中之一。1945年3月交付給美國陸軍航空軍。该机未曾参与作战，1951年被改造为雷达标校机，驻地位于纽约州。轰炸机中队的飞行员们在驻扎于纽约州期间按照迪士尼电影《白雪公主》中的角色名字给各自的飞机起了昵称，該飛機就此就被稱為“Doc”。1956年，Doc从空军退役，而且被送到中国湖海军航空武器站。
位于俄亥俄州克利夫兰的美国航空博物馆后来获得了Doc的机身，准备将其修复至适航状态。后来，Doc在它诞生的地方——堪萨斯州威奇托的波音工厂——接受了大修，並于2007年3月被迁移到堪薩斯航空博物館。2013年2月，非营利组织“Doc的朋友们”取得了这架飞机。